# François Achille Eyabi
François Achille Eyabi (* 30. September 1961 in Ngambe) ist ein kamerunischer Geistlicher und römisch-katholischer Bischof von Eséka.

## Leben
François Achille Eyabi besuchte das Knabenseminar in Bonépoupa und die Oberschule in Edéa. Anschließend studierte er Philosophie und Theologie am Priesterseminar in Douala. Am 30. Juli 1988 empfing er das Sakrament der Priesterweihe für das Erzbistum Douala.
Nach der Priesterweihe war er zunächst für vier Jahre Kaplan und anschließend von 1992 bis 1996 Pfarrer in Pouma und Bischofsvikar. 1993 wurde er in den Klerus des neuerrichteten Bistumsa Edéa inkardiniert. Er wurde zu weiteren Studien an der Päpstlichen Universität Urbaniana nach Rom entsandt und lebte hier im Pontificium Collegium Urbano de Propaganda Fide. Nach der Promotion in Dogmatik kehrte er in sein Heimatbistum zurück und war von 2001 bis 2004 Generalvikar sowie Rektor des Propädeutikums. Von 2005 bis 2011 war er Regens des Priesterseminars in Douala und anschließend bis 2015 Militärpfarrer und Seelsorger an der Kathedrale in Edéa. Anschließend war er Dompfarrer an der Kathedrale, Bischofsvikar und Verantwortlicher für das katholische Bildungswesen.
Am 14. November 2020 ernannte ihn Papst Franziskus zum Bischof von Eséka. Der Erzbischof von Douala, Samuel Kleda, spendete ihm am 8. Januar des folgenden Jahres die Bischofsweihe. Mitkonsekratoren waren der Bischof von Edéa, Jean-Bosco Ntep, und der Bischof von Bafang, Abraham Kome.